# Ednia
Ednia (tidigare Gyrank) är en svensk jämförelse- och informationsplattform för utbildning. Tjänsten skapades 2022 av Jonathan Asplund och Frans Björnsson. Plattformen hämtar statistik från bland annat Skolverket, Skolinspektionen samt Statistiska Centralbyrån.

## Plattformen
Varje gymnasieskola på Ednia har en egen undersida där skolans utbildningsstatistik, generell information, bilder, praktisk information, program och plats presenteras. Utbildningsstatistiken som presenteras innefattar bland annat studieresultat, snittbetyg, betygsinflation, genomströmning (tar examen) och behöriga lärare. 
Tjänsten visar också fakta och statistik om universitet och högskolor.

## Uppmärksammanden
Sidan gjorde sig först kända efter att ha kritiserat att gymnasiesöktjänster ägdes av skolkoncerner utan att detta var tydligt, vilket fick Skolminister Lotta Edholm att reagera. Ednia har också fått uppmärksamhet i media i samband med att de släppt statistik om gymnasier och universitet.